# Eチケット
Eチケット (E ticket) とは、ディズニーランドやウォルト・ディズニー・ワールド、東京ディズニーランドなどでアトラクションを利用する際にかつて必要だったチケット（クーポン）の名称。東京ディズニーランドでは「E券」とも呼ばれていた。

## 概要
アメリカ合衆国のディズニーランド（カリフォルニア州アナハイム）、マジックキングダム（フロリダ州オーランド）では1982年まで、日本の東京ディズニーランドでは2001年3月まで、アトラクションを利用するのに、アトラクションの種別毎にAチケット（A券）、Bチケット、Cチケット、Dチケット、Eチケットのいずれかが必要であった（全てのアトラクションを各チケット無しで利用できる「パスポート」（→入場券）も併売されており、後にこの「パスポート」へ一本化される）。
AチケットよりもEチケットのほうが高額な料金設定がされており、また高人気のアトラクションとして設定されていた。
各アトラクションの利用時に、チケットを渡すか、パスポートを提示する必要があった。なお、東京ディズニーランドのミート・ザ・ワールドのように、チケットが不要なアトラクションも存在した。

### ディズニーランド
- スプラッシュ・マウンテン
- トワイライトゾーン・タワー・オブ・テラー
- ソアリン

### ウォルト・ディズニー・ワールド
マジック・キングダムでパークの閉園後に3時間遊べるチケットをEチケットまたは「E-Ride Nights」と呼ぶ。
1997年6月により2004年まで週に1日か2日程度の割合で開催されていた。
利用可能だったアトラクションは以下の通り。
- バズ・ライトイヤーのスペースレンジャースピン
- スペース・マウンテン
- スプラッシュ・マウンテン
- ビッグサンダー・マウンテン
- アストロ・オービター
- ホーンテッドマンション
- トゥモローランド・トランジット・オーソリティ

### 東京ディズニーランド
2001年4月1日にEチケットをはじめとするアトラクション券は廃止された。
販売価格
1983年4月15日 - 1988年2月：400円
1988年3月1日 - 1996年3月：500円
1996年4月1日 - 2001年3月：600円
利用可能だったアトラクション
アドベンチャーランド
- カリブの海賊
- ジャングルクルーズ

ウエスタンランド
- 蒸気船マークトウェイン号
- ビッグサンダー・マウンテン

クリッターカントリー
- スプラッシュ・マウンテン

ファンタジーランド
- ホーンテッドマンション
- イッツ・ア・スモールワールド
- プーさんのハニーハント （2000年9月1日より）

トゥモローランド
- スペース・マウンテン
- スター・ツアーズ
- ビジョナリアム
- ミクロアドベンチャー! （2000年9月1日より）

## エピソード
- 1983年、アメリカ合衆国で最初の女性宇宙飛行士 サリー・ライドは、地上のコントールセンターから大気圏外に到達した時にスペースシャトルの乗り心地をたずねられた際に、「Eチケットのアトラクションのよう」（That was definitely an E ticket!）と答えている。
- アル・ヤンコビックの楽曲「ジュラシック・パーク」に「Eチケットが無い」といったような歌詞があるなど、アメリカ合衆国の楽曲やゲームで例として取り上げられることも多い。英語版の本記事に詳しい。
- 2008年、開園25周年を迎えた東京ディズニーランドでは、AチケットからEチケットまでのアトラクション券を模したメモ、ハンドタオルなどの商品が発売された。